# Distretto di Llaylla
Il distretto di  Llaylla è uno degli  otto distretti della provincia di Satipo, in Perù. Si trova nella regione di Junín e si estende su una superficie di 180,39  chilometri quadrati.